# Сёстры Гонсалес
Мари́я Дельфи́на Гонса́лес (1912 — 17 октября 1968), Мари́я дель Ка́рмен Гонса́лес (1918—1949), Мари́я Луи́за Гонса́лес (1920 — 19 ноября 1984), Мари́я де Хесу́с Гонса́лес (1924—1990) (исп. María Delfina González, María del Carmen González, María Luisa González, María de Jesús González) — сёстры, которые похищали девушек и заставляли заниматься проституцией. Трое из них признаны самыми жестокими серийными убийцами Мексики. Совершили 91 убийство.

## Детство и юность
Сёстры родились в городке Эль-Сальто в штате Халиско. Их отец Исидоро был жестоким человеком, часто избивал жену и дочерей. Мать Бернардина не защищала дочерей от насилия. В конце 1930-х годов семья переехала в Сан-Франсиско-дель-Ринкон и взяла фамилию Гонсалес. После смерти отца сёстры начали мелкий бизнес, но он быстро прогорел. Мария дель Кармен умерла от рака в 1949 году ещё до серии убийств.

## Убийства
Все убийства были совершены в штате Гуанахуато, в городе Сан-Франсиско-дель-Ринкон, находящемся в 200 км от Мехико, в период между 1950 и 1964 годом. Местные сёстры держали ранчо, которое в народе прозвали «Адским борделем». Своих жертв они искали по объявлению с требованием официанток, гарантируя хорошую оплату. Похищенных девушек они заставляли заниматься проституцией и круглосуточно обслуживать клиентов. Девушек содержали в ужасных условиях в течение длительного времени, давали мало еды, из-за чего проститутки часто болели. Некоторых насильно пичкали кокаином или героином и избивали. Когда проститутки заболевали или по каким-то другим причинам больше не могли обслуживать клиентов, сёстры от них избавлялись. Кроме того, Гонсалес убивали ещё и клиентов с хорошими деньгами. Сёстры были неприметными, и их никто не подозревал.

## Расследование
Тем временем в полицию стали поступать сообщения о многочисленных исчезновениях девушек. Поворотный момент в этом деле наступил, когда полицейские задержали на станции проститутку Жозефину Гутьеррес с явными признаками физического и психологического насилия. Когда её стали подозревать в исчезновениях девушек, она, дабы доказать свою невиновность, рассказала о сёстрах Гонсалес — настоящих убийцах. Полицейские прибыли на ранчо сестёр и обнаружили там дюжину проституток с серьёзными заболеваниями, трупы 80 девушек и 11 клиентов, а также множество мёртвых недоношенных детей. Теперь у полиции было достаточно доказательств для суда, который состоялся в 1964 году.

## Приговор
Старшую и младшую сестру признали виновными в убийстве, по меньшей мере, 91 человека и приговорили к высшей мере наказания Мексики — к 40 годам заключения каждую. Вина средней сестры Луизы тоже была доказана, но её осудили по статье «Мелкое правонарушение». Это дело вызвало в Мексике большой резонанс.
Дельфина погибла из-за несчастного случая в тюрьме Ирапуато в Гуанахуато 17 октября 1968 года. Мария Луиза сошла с ума, боясь быть убитой другими заключёнными, и скончалась в тюрьме 19 ноября 1984 года, проведя почти 20 лет в одиночной камере. Тюремное заключение пережила лишь Мария де Хесус Гонсалес, которая, отсидев несколько лет, вышла на свободу и умерла в 1990 году.

## Факты
- На событиях, произошедших в середине XX века в Мексике, были основаны фильмы «Сестра дьявола» (1966) и «Адские сёстры» (1968).
- В 1977 году вышла книга мексиканского писателя Хорхе Ибаргенготия «Мертвецы», повествующая о сёстрах.